# سان غريغوريو
بلدية سان غريغوريو (بالإسبانية: San Gregorio) هي بلدية تقع في مقاطعة جرندة التابعة لمنطقة كتالونيا شمال شرق إسبانيا.

## الديموغرافيا
بلغ عدد سكان بلدية سان غريغوريو 3.280 نسمة عام 2011 (وفقاً للمعهد الوطني الإسباني للإحصاء).
| 2.130 | 2.288 | 2.509 | 2.844 | 3.006 | 3.167 | 3.280 |